# (7782) Mony
(7782) Mony est un astéroïde de la ceinture principale.

## Description
(7782) Mony est un astéroïde de la ceinture principale. Il fut découvert le 7 février 1994 à Stroncone par l'Observatoire astronomique Santa Lucia de Stroncone. Il présente une orbite caractérisée par un demi-grand axe de 3,16 UA, une excentricité de 0,32 et une inclinaison de 14,5° par rapport à l'écliptique.

## Compléments